# František Jedlička (teolog)
František Jedlička (1. června 1920, Rajhrad – 3. května 1984, Praha) byl český katolický kněz, vysokoškolský pedagog, teolog a liturgik, člen redakční rady Katolických novin.

## Život
Středoškolské vzdělání získal na arcibiskupském gymnáziu v Kroměříži a arcibiskupském gymnáziu v Praze, kde v roce 1940 maturoval.
Vstoupil do benediktinské břevnovské řeholní komunity, kde přijal řádové jméno Řehoř. Jeho starší bratr Antonín byl v té době již členem benediktinské rajhradské řeholní komunity.
Filosoficko-teologická studia začal navštěvovat v roce 1940 na Arcidiecézním bohosloveckém učilišti pražském a od roku 1945 v nich pokračoval na teologickém učilišti v St. André v Belgii, které ale nedokončil ze zdravotních důvodů. Po svém návratu do Československa neobnovil své časné řeholní sliby a již jako bohoslovec pražské arcidiecéze nastoupil v roce 1946 na bohosloveckou fakultu Karlovy univerzity v Praze, kterou dokončil v roce 1947.
29. června 1947 byl v Praze vysvěcen na kněze. Protože k 1. září 1947 získal místo katechety-čekatele v Praze-Vokovicích, působil jako kaplan v Praze-Liboci jen jeden měsíc (od 1. srpna 1947).
V letech 1946–1948 zároveň navštěvoval knihovnické kurzy na Filozofické fakultě Karlovy univerzity.
V roce 1975 získal na Římskokatolické cyrilometodějské bohoslovecké fakultě v Praze po předložení disertační práce s názvem Historický Ježíš a Kristus naší víry doktorát teologie a byl 24. června 1975 promován. Dne 31. srpna 1978 byl jmenován na CMBF odborným asistentem s účinností od 1. října 1977. V letech 1977–1984 byl pověřen výukou liturgiky, v letech 1977–1979 latiny a v letech 1981–1984 oboru ochrana památek. 15. ledna 1980 byl na CMBF jmenován vedoucím katedry praktických oborů, s účinností od 1. ledna 1980. Dne 20. června 1980 byl jmenován docentem pro obor liturgika, s účinností od 1. září 1980, poté co předložil spis Mešní orace. 24. března 1983 byl jmenován profesorem pro obor liturgika a dějiny sakrálního umění, s účinností od 1. dubna 1983.
Zemřel 3. května 1984 v Praze a smrtí bylo také ukončeno jeho působení na CMBF. Pochován byl na břevnovském hřbitově (hrob B-20 1/2), protože od 1. září 1975 byl ustanoven farářem baziliky sv. Markéty v Praze na Břevnově (na Břevnově působil ale již od roku 1951).
Od roku 1948 až do své smrti byl aktivním spolupracovníkem StB. Od svého řídícího důstojníka byl instruován, aby vystupoval důsledně jako protipokrokový kněz. Aby se neúčastnil akcí duchovenstva, které se zaprodalo KSČ. Tím se mu podařilo vytvořit velmi dobrou legendu kněze, který je důsledně proti komunismu. Tato pozice mu pak otevřela dveře do kruhů, do nichž by těžko pronikal.